# البطولة الوطنية الغينية
البطولة الوطنية الغينية لكرة القدم هي مسابقة كرة القدم بين أندية غينيا .
البطل الحالي هو نادي هورويا.